# Scaphochlamys cordata
Scaphochlamys cordata là một loài thực vật có hoa trong họ Gừng. Loài này được Yen Yen Sam và Leng Guan Saw mô tả khoa học đầu tiên năm 2005.

## Mẫu định danh
Mẫu định danh: Sam & Mustapa FRI 47155; thu thập ngày 17 tháng 10 năm 2002 tại Khu bảo tồn rừng Jengai, huyện Dungun, bang Terengganu, Malaysia. Holotype lưu giữ tại Viện Nghiên cứu Rừng Malaysia ở Kepong, Selangor, Malaysia (KEP), các isotype lưu giữ tại Trung tâm Nghiên cứu Rừng ở Sandakan, Sabah, Malaysia (SAN) và Vườn Thực vật Hoàng gia tại Edinburgh (E).

## Từ nguyên
Tính từ định danh cordata là tiếng Latinh (giống đực: cordatus, giống trung: cordatum) để chỉ hình tim, ở đây là để nói tới đặc điểm phiến lá hình tim của loài này.

## Phân bố
Loài này có tại Khu bảo tồn rừng Jengai, huyện Dungun, bang Terengganu, đông bắc Malaysia bán đảo. Môi trường sống là rừng khộp (Dipterocarpaceae) vùng đất thấp, ở cao độ khoảng 65 – 140 m. Có thể tìm thấy nó trên các sống đất nhô cao, thường trong các khoảng trống dưới các tán lá nhỏ với thảm thực vật nền thưa.

## Mô tả
Địa thực vật thân thảo, thân rễ bò lan trên mặt đất. Các chồi lá mọc thẳng, gần nhau, 1 lá mỗi chồi. Bẹ không phiến lá 4, màu nâu ánh đỏ, đỉnh có mấu nhọn, bẹ lớn nhất 11–17 cm. Bẹ lá 1,5–2 cm, lưỡi bẹ 2 thùy, các thùy nhỏ, ~1 mm. Cuống lá thanh mảnh, dài 31-55,5 cm, tiết diện thuôn tròn. Phiến lá hình tim, 15,5-28,5 × 8,2-14,7 cm, hơi không đều, đỉnh nhọn thon, đáy hình tim, đôi khi với các tai xếp chồng, gân thứ cấp 8-10 đôi, 6 đôi đầu tiên luôn bắt nguồn từ đáy, nổi rõ nét ở mặt trên của lá; mặt dưới của lá rậm lông ở phần xa, màu đỏ ánh nâu khi non. Cụm hoa thanh mảnh, dài 21,5-25,3 cm, màu đỏ khi non. Cuống cụm hoa 10-17,8 cm, ẩn giữa các bẹ không phiến lá khi non; cán hoa 5,5-8,5 cm. Lá bắc 4-10, sắp xếp xoắn ốc, lỏng lẻo, cách nhau 1,5–2 cm, màu đỏ khi non sau chuyển thành xanh lục, hình thìa, 15-22 × 5,5–12 mm khi dẹt, có lông về phía đỉnh ở cả hai mặt, phần xa uốn ngược. Lá bắc con ngắn hơn lá bắc, hình mác hẹp, 6-11 × 1–3 mm, mép cụp trong, đỉnh nhọn, có lông che phủ khắp, lá bắc con thứ nhất lớn nhất, bao quanh các lá bắc con kế tiếp và hoa. Hoa trên 15 mỗi lá bắc, nhỏ, màu trắng trừ đài hoa. Đài hoa hình ống, 7,5-9 × 1,5–2 mm, màu đỏ, có lông, chẻ 2,5–4 mm từ đỉnh ở một bên. Ống tràng 11–14 mm. Thùy tràng lưng hình mũi mác với mép cụp trong mạnh, 6-8,5 × 1,5–2 mm, đỉnh có nắp, màu ánh hồng ở phần xa, có nhú trên mặt xa trục. Các thùy tràng bên hình mũi mác với mép cụp trong mạnh, 5-7 × 1–2 mm, màu ánh hồng ở phần xa, có nhú trên mặt xa trục. Nhị lép bên thuôn dài, 3-7,5 × 1–2 mm, đỉnh thuôn tròn, có nhú trên mặt gần trục. Cánh môi 7-10 × 5-9,8 mm, 2 thùy, các thùy xếp chồng, khe ~4 mm từ đỉnh, dải giữa màu vàng nhạt, có đốm tía cả hai mặt. Nhị màu ánh tía, dài 3,5-4,5 mm. Chỉ nhị ngắn, dài ~1 mm. Mô vỏ bao phấn dài ~2,5 mm. Mào bao phấn ngắn, dưới 1 × 1,5 mm. Đầu nhụy nhỏ, hình chén, màu ánh vàng, có nhú.
S. cordata thuộc nhóm một lá với các lá bắc hoa rất lỏng lẻo trong cụm hoa. Loài này tương tự như S. atroviridis, nhưng khác với S. atroviridis ở hình dạng và phần đỉnh lá (hình tim với đỉnh nhọn thon so với hình elip với đáy hình nêm hoặc men xuống và đỉnh thuôn tròn), chiều dài cuống lá (31-55,5 cm so với 6–10 cm), chiều dài cụm hoa (21,5-25,3 cm so với 5–10 cm), kích thước lá bắc (15-22 × 5,5–12 mm so với 30-35 × ~15 mm) và kích thước cánh môi (7-10 × 5-9,8 mm so với 18 × 15 mm).